# Ana Nélida Ramos
Ana Nélida Ramos (1 de septiembre de 1942 – Santa Rosa, La Pampa, 16 de enero de 2024) fue una cantante de género popular de folclore pampeano. Es conocida por haber difundido la mayoría de obras de poetas y músicos de la región, así como haber estado en la gestación de lo que se denominó "Nuevo cancionero folclórico pampeano" hacia el año 1960.

## Biografía
Nacida en 1942 en Santa Rosa, La Pampa hija de Don Leoncio Ramos (cantor popular) y de Doña Tomasa Cepeda, de abuelos (vasco-franceses) guitarreros, poetas y por parte materna de ascendencia Rankulche.

### Carrera
A los 5 años comienza a ser incentivada a cantar en la escuela N°4 por su profesor de música Don Juan Carlos Duran (músico y pintor) su primera interpretación fue "La Añera" de A. Yupanqui y el estilo "Cuando te fuiste" y así más tarde se unió luego al coro del colegio donde interpretaban canciones argentinas y latinoamericanas como otras en diversos idiomas tanto francés, italiano y en alemán. En estos años se da cuenta de su pasión por el canto y la música a través de ese gran mentor que fue Carlos Duran quien le dijo que ese camino "es una manifestación para el espíritu". Ya en el colegio secundario comienza en el coro de la alianza francesa con la dirección del profesor Alfredo Klundt quien sería su profesor de canto y vocalización de muchos años hasta su deceso. Luego comenzaría un largo camino de concursos y festivales por diversas partes del país, ganando varios primeros premios entre ellos Cosquín y Laborde. Su voz se ha paseado por varias partes de Europa cuando con la delegación Mamull Mapu grupo de danzas realizan un viaje en el año 1996 siendo distinguida junto con otra cantante de origen ruso como las dos mejores intérpretes de ese festival.

## Discografía
- Milonga Baya
- Por los caminos del sur
- Por La Pampa de ida y vuelta

### Como solista
- Milonga Baya (1974)
- Coplas para Diego solitario (1970)
- Canción para la niebla Puelche (1968)
- Milonga Nomas (1975)
- La rendición de Manuel (1974)
- Simon Peletay, baquiano (1975)'

## Premios y presentaciones
1. 1963 - Primer premio pre-Cosquin sub sede Cordoba.
2. 1964 - Primer premio pre-Cosquin sub sede Santa fe.
3. 1965 - Primer premio pre-Cosquin sub sede La Pampa.
4. 1973 - 1979 - Presentaciones en distintas peñas en Buenos Aires.
5. 1983 - Primer premio pre-Cosquin sub sede La Pampa.
6. 1984 - Primer premio concurso Radio Nacional de Bahía Blanca.
7. 1988 - Presentación en el Festival del Trabun en San Martín de los Andes.
8. 1989 - Grabación del material "Por los caminos del sur" compilado de músicos sureros de Bahía Blanca.
9. 1991 - Primer premio VIII Encuentro Folclórico Nacional de las Sierras de Tandil.
10. 1992 - Primer encuentro de la mujer pampeana en el canto Ñuque Mapu.
11. 1993 - Presentación en festival de comunidades aborígenes en Temuco ( Chile).
12. 1994 - Invitada especial en el festival de malambo, Laborde.
13. 1996 - Viaje con delegación Mamull Mapu representando a Argentina por lugares europeos como Francia, Madrid o Gran Canaria.'

|  |  |  |  |  |